# Das goldene Kreuz
Das goldene Kreuz ist eine deutschsprachige Oper von Ignaz Brüll in zwei Akten. Die Uraufführung fand 1875 in Berlin statt und war ein sensationeller internationaler Erfolg.

## Werkgeschichte
Die Oper wurde am 22. Dezember 1875 mit großem Erfolg in dem Königlichen Opernhaus zu Berlin uraufgeführt. Lilli Lehmann übernahm die Hauptrolle und erschien als Christine. Brüll erhielt persönliche Komplimente von Kaiser Wilhelm I. Mehr als 180 Bühnen zeigten die Oper, einschließlich der Londoner Carl Rosa Opera Company im Jahr 1878 und der New Yorker Metropolitan Opera, wo sie im Jahr 1886 aufgeführt wurde.
In Kritiken aus dem 19. Jahrhundert wurde die Oper zusammen mit Bizets Carmen, Goldmarks Die Königin von Saba, Hermann Goetz Der Widerspenstigen Zähmung und Nesslers Der Rattenfänger von Hameln aufgeführt. Ignaz Brüll war ein österreichischer Pianist und Komponist, der in Wien mit Johannes Brahms in Verbindung gebracht wurde. Das goldene Kreuz ist seine zweite und zugleich bedeutendste Oper. Das Libretto wurde in deutscher Sprache von Salomon Hermann Mosenthal geschrieben, der auch das Libretto zu Otto Nicolais Die lustigen Weiber von Windsor geschrieben hatte. Die Oper basiert auf einer Erzählung von Mélesville, die ein emotionales Drama während der Napoleonischen Kriege beinhaltet.

## Handlung
Um zu verhindern, dass ihr Bruder Nicolas von Napoleons Truppen einberufen wird, verspricht Christine, den Mann zu heiraten, der an seine Stelle tritt. Gontran de l’Ancre, ein junger Edelmann, übernimmt die Pflicht, ohne jedoch Christine seine Identität zu offenbaren. Als Zeichen ihrer Treue und als Zeichen der Anerkennung sendet sie dem Unbekannten ein goldenes Kreuz. Gontran, der in der Schlacht schwer verwundet worden ist, gibt dem Sergeanten Bombardon das Kreuz, der es zu Christine bringt. Zuerst glaubt Christine, dass er der Retter ihres Bruders ist, aber wird dann von Bombardon von Gontrans Schicksal informiert. Die Verwirrung ihrer Gefühle erreicht ihren Höhepunkt, als Gontran kurze Zeit später als Invalide zurückkehrt. Vor allem Christine fühlt sich ihren Gelübden verpflichtet, aber Pflicht und Zuneigung sind schließlich vereint.

## Sonstiges
Die Nationalsozialisten verboten die Aufführung von Werken jüdischer bzw. als jüdisch definierter Komponisten. Das betraf somit auch diese Oper, bei der sowohl der Komponist als auch der Librettist jüdischer Abstammung waren.